# Specijalna bolnica
Specijalna bolnica je tip bolničke ustanove. Specijalna bolnica je zdravstvena ustanova specijalizirana za određenu granu medicinske djelatnosti poput psihijatrije. U Republici Hrvatskoj postoji 27 specijalnih bolnica.

## Specijalne bolnice
- Bolnica za ortopediju i rehabilitaciju "Prim. dr. Martin Horvat" Rovinj
- Dječja bolnica Srebrnjak Zagreb
- Neuropsihijatrijska bolnica "Dr. Ivan Barbot" Popovača
- Psihijatrijska bolnica Rab
- Psihijatrijska bolnica "Sveti Ivan" Zagreb
- Psihijatrijska bolnica Lopača Jelenje
- Psihijatrijska bolnica Ugljan
- Psihijatrijska bolnica Vrapče Zagreb
- Psihijatrijska bolnica za djecu i mladež Zagreb
- Specijalna bolnica za kardiovaskularnu kirurgiju i kardiologiju Magdalena Krapinske Toplice
- Specijalna bolnica za kronične bolesti dječje dobi Gornja Bistra
- Specijalna bolnica za kronične bolesti Novi Marof
- Specijalna bolnica za medicinsku rehabilitaciju "Biokovka" Makarska
- Specijalna bolnica za medicinsku rehabilitaciju "Kalos" Vela Luka
- Specijalna bolnica za medicinsku rehabilitaciju bolesti srca, pluća i reumatizma Thalassotherapija Opatija
- Specijalna bolnica za medicinsku rehabilitaciju Daruvarske Toplice Daruvar
- Specijalna bolnica za medicinsku rehabilitaciju Krapinske Toplice
- Specijalna bolnica za medicinsku rehabilitaciju Lipik
- Specijalna bolnica za medicinsku rehabilitaciju Naftalin Ivanić-Grad
- Specijalna bolnica za medicinsku rehabilitaciju Stubičke Toplice
- Specijalna bolnica za medicinsku rehabilitaciju Varaždinske Toplice
- Specijalna bolnica za ortopediju Biograd na Moru
- Specijalna bolnica za plućne bolesti Zagreb
- Specijalna bolnica za plućne bolesti i tuberkulozu Klenovnik
- Specijalna bolnica za produženo liječenje - Duga Resa
- Specijalna bolnica za rehabilitaciju i liječenje bolesti dišnih organa i reumatizma - Thalassotherapia Crikvenica
- Specijalna bolnica za zaštitu djece s neurorazvojnim i motoričkim smetnjama Zagreb